# Pelugo
Pelugo är en ort och kommun i provinsen Trento i regionen Trentino-Sydtyrolen i Italien. Kommunen hade 385 invånare (2018).